# Liste der Mitglieder der American Academy of Arts and Sciences/1914
Im Jahr 1914 wählte die American Academy of Arts and Sciences 87 Personen zu ihren Mitgliedern.

## Neu gewählte Mitglieder
- Francis Greenleaf Allinson (1856–1931)
- William Rosenzweig Arnold (1872–1929)
- Jons Oskar Backlund (1846–1916)
- George Pierce Baker (1866–1935)
- Robert Payne Bigelow (1863–1955)
- Maurice Bloomfield (1855–1928)
- Marston Taylor Bogert (1868–1954)
- Charles Leonard Bouton (1869–1922)
- Francis Tiffany Bowles (1858–1927)
- John Isaac Briquet (1870–1931)
- Waldemar Christofer Brøgger (1851–1940)
- Henry Andrews Bumstead (1870–1920)
- William Hubert Burr (1851–1934)
- Alexis Carrel (1873–1944)
- Charles Value Chapin (1856–1941)
- George Perkins Clinton (1867–1937)
- Edwin Grant Conklin (1863–1952)
- Harvey Williams Cushing (1869–1939)
- James De Normandie (1836–1924)
- William Johnson Drisko (1866–1943)
- William Duane (1872–1935)
- Henry Walcott Farnam (1853–1933)
- Jeremiah Denis Mathias Ford (1873–1958)
- Victor Mordechai Goldschmidt (1853–1933)
- George Angier Gordon (1853–1929)
- Louis Caryl Graton (1880–1970)
- Fritz Haber (1868–1934)
- John Hays Hammond (1855–1936)
- John Wilkes Hammond (1837–1922)
- Alfred Hemenway (1839–1927)
- Rudolph Hering (1847–1923)
- Bert Hodge Hill (1874–1958)
- John Charles Hubbard (1879–1954)
- Alexander Crombie Humphreys (1851–1927)
- Charles Clifford Hutchins (1858–1940)
- James Edmund Ives (1865–1943)
- Herbert Spencer Jennings (1868–1947)
- Elmer Peter Kohler (1865–1938)
- Arthur Becket Lamb (1880–1952)
- Fred Dayton Lambert (1871–1931)
- Sidney Lee (1859–1926)
- Ralph Stayner Lillie (1875–1952)
- Burton Edward Livingston (1875–1948)
- Jacques Loeb (1859–1924)
- George Richard Lyman (1871–1926)
- Nathan Matthews (1854–1927)
- Alfred Percival Maudslay (1850–1931)
- Roger Bigelow Merriman (1876–1945)
- Ernest George Merritt (1865–1948)
- Dayton Clarence Miller (1866–1941)
- Edward Furber Miller (1866–1933)
- Robert Andrews Millikan (1868–1953)
- Clarence Lemuel Elisha Moore (1876–1931)
- Harmon Northrop Morse (1848–1920)
- James Augustus Henry Murray (1837–1915)
- Herbert Vincent Neal (1869–1940)
- William Allan Neilson (1869–1946)
- Thomas Burr Osborne (1859–1929)
- William Barclay Parsons (1859–1932)
- Edward Dyer Peters (1849–1917)
- Max Karl Ernst Ludwig Planck (1858–1947)
- Samuel Cate Prescott (1872–1962)
- Alfred Rehder (1863–1949)
- George Andrew Reisner (1867–1942)
- Roland George Dwight Richardson (1878–1949)
- Martin Andre Rosanoff (1874–1951)
- Ellery Sedgwick (1872–1960)
- Frederick Cheever Shattuck (1847–1929)
- Alexander Smith (1865–1922)
- Erwin Frink Smith (1854–1927)
- Charles Milton Spofford (1871–1963)
- Julius Oscar Stieglitz (1867–1937)
- Richard Pearson Strong (1872–1948)
- William Howard Taft (1857–1930)
- Ernest Edward Tyzzer (1875–1965)
- Ignatz Urban (1848–1931)
- Frederick Herman Verhoeff (1874–1968)
- William Cushing Wait (1860–1935)
- Eugene Wambaugh (1856–1940)
- Johannes Eugenius Bülow Warming (1841–1924)
- George Chandler Whipple (1866–1924)
- Herbert Percy Whitlock (1868–1948)
- Charles Herbert Williams (1850–1918)
- George Grafton Wilson (1863–1951)
- George Parker Winship (1871–1952)
- Owen Wister (1860–1938)
- James Haughton Woods (1864–1935)